# Solid surface
 (juillet 2011).
Si vous disposez d'ouvrages ou d'articles de référence ou si vous connaissez des sites web de qualité traitant du thème abordé ici, merci de compléter l'article en donnant les références utiles à sa vérifiabilité et en les liant à la section « Notes et références ».

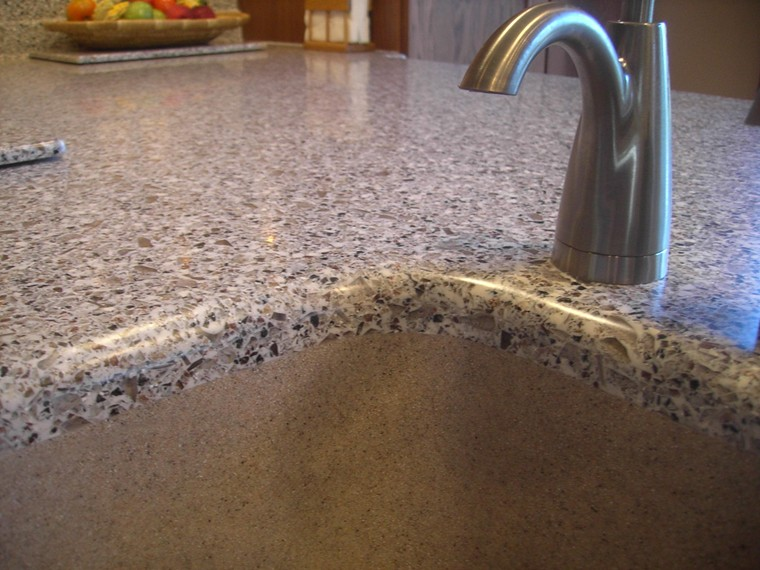
Évier de cuisine intégral sans joint à surface solide

Le terme Solid Surface ou Surface solide désigne une famille de matériaux plutôt haut de gamme issus du mélange de matières naturelles (bauxite), de résines acrylique ou polyester et de pigments.
Ce type de matériau est fabriqué pour ses propriétés spécifiques combinant solidité et esthétique :
- robuste
- joint invisible après ponçage
- facile d'entretien car homogène et non poreux : résiste aux taches et à l'humidité, et repousse la plupart des bactéries
- thermoformable
- peut être rendu translucide

Il est utilisé pour des plans de cuisine, des éléments muraux, du mobilier ou des vasques de salle de bain car ses propriétés en font des éléments adaptés à la décoration et l'usage au quotidien. Il est utilisé également dans d'autres applications commerciales, telles que les comptoirs de réception dans les hôtels, les bars, les paillasses dans les hôpitaux ou encore dans les aéroports, pour les comptoirs de check-in.